# Repêchage d'entrée dans la LNH 1991
Ne pas confondre avec le repêchage d'expansion de la LNH 1991.
1990 1992
Le repêchage d'entrée dans la Ligue nationale de hockey 1991 a lieu le 22 juin au Buffalo Memorial Auditorium à Buffalo dans l'État de New York.
Quelque temps après le repêchage classique, un autre repêchage supplémentaire eut lieu afin de permettre aux franchises de la LNH de choisir des jeunes joueurs de hockey qui ne pouvaient pas participer au repêchage classique.

## Sélections par tour[1],[2],[3]
Les sigles suivants seront utilisés dans les tableaux pour parler des ligues mineures:
- OHL: Ligue de hockey de l'Ontario.
- LHJMQ: Ligue de hockey junior majeur du Québec.
- NCAA: National Collegiate Athletic Association
- WHL: Ligue de hockey de l'Ouest
- WHA: Association mondiale de hockey
- Extraliga: Championnat de République tchèque de hockey sur glace
- SM-liiga: Championnat de Finlande de hockey sur glace
- SEL :Championnat de Suède de hockey sur glace
- Superliga:Championnat de Russie de hockey sur glace
- DEL: Deutsche Eishockey-Liga, championnat d'Allemagne de hockey sur glace
- LNA: Ligue nationale A, championnat de Suisse de hockey sur glace

### 1ertour
| Rang | Joueur            | Nationalité      | Équipe LNH               | Repêché de                             |
| ---- | ----------------- | ---------------- | ------------------------ | -------------------------------------- |
| 1    | Eric Lindros      | Canada           | Nordiques de Québec      | Generals d'Oshawa (OHL)                |
| 2    | Pat Falloon       | Canada           | Sharks de San José       | Chiefs de Spokane (WHL)                |
| 3    | Scott Niedermayer | Canada           | Devils du New Jersey     | Blazers de Kamloops (WHL)              |
| 4    | Scott Lachance    | Canada           | Islanders de New York    | Terriers de Boston (NCAA)              |
| 5    | Aaron Ward        | Canada           | Jets de Winnipeg         | Wolverines du Michigan (NCAA)          |
| 6    | Peter Forsberg    | Suède            | Flyers de Philadelphie   | MODO Hockey Ornskoldsvik (SEL)         |
| 7    | Alek Stojanov     | Canada           | Canucks de Vancouver     | Dukes d'Hamilton (OHL)                 |
| 8    | Richard Matvichuk | Canada           | North Stars du Minnesota | Blades de Saskatoon (WHL)              |
| 9    | Patrick Poulin    | Canada           | Whalers de Hartford      | Lasers de Saint-Hyacinthe (LHJMQ)      |
| 10   | Martin Lapointe   | Canada           | Red Wings de Détroit     | Titan de Laval (LHJMQ)                 |
| 11   | Brian Rolston     | États-Unis       | Devils du New Jersey     | Compuware de Détroit (NAHL)            |
| 12   | Tyler Wright      | Canada           | Oilers d'Edmonton        | Broncos de Swift Current (WHL)         |
| 13   | Philippe Boucher  | Canada           | Sabres de Buffalo        | Bisons de Granby (LHJMQ)               |
| 14   | Pat Peake         | États-Unis       | Capitals de Washington   | Compuware Ambassadors de Détroit (OHL) |
| 15   | Alekseï Kovaliov  | Union soviétique | Rangers de New York      | HK Dinamo Moscou (Superliga)           |
| 16   | Markus Näslund    | Suède            | Penguins de Pittsburgh   | MODO Hockey Ornskoldsvik (SEL)         |
| 17   | Brent Bilodeau    | Canada           | Canadiens de Montréal    | Thunderbirds de Seattle (WHL)          |
| 18   | Glen Murray       | Canada           | Bruins de Boston         | Wolves de Sudbury (OHL)                |
| 19   | Niklas Sundblad   | Suède            | Flames de Calgary        | AIK IF Solna (SEL)                     |
| 20   | Martin Ručinský   | Tchécoslovaquie  | Oilers d'Edmonton        | Litvinov CHP HC (Extraliga)            |
| 21   | Trevor Halverson  | Canada           | Capitals de Washington   | Centennials de North Bay (OHL)         |
| 22   | Dean McAmmond     | Canada           | Blackhawks de Chicago    | Raiders de Prince Albert (WHL)         |

### 2etour
| Rang | Joueur           | Nationalité      | Équipe LNH             | Repêché de                          |
| ---- | ---------------- | ---------------- | ---------------------- | ----------------------------------- |
| 23   | Ray Whitney      | Canada           | Sharks de San José     | Chiefs de Spokane (WHL)             |
| 24   | René Corbet      | Canada           | Nordiques de Québec    | Voltigeurs de Drummondville (LHJMQ) |
| 25   | Éric Lavigne     | Canada           | Capitals de Washington | Olympiques de Hull (LHJMQ)          |
| 26   | Žigmund Pálffy   | Tchécoslovaquie  | Islanders de New York  | HK Ardo Nitra (Extraliga Slo.)      |
| 27   | Steve Staios     | Canada           | Blues de Saint-Louis   | Otters d'Érié (OHL)                 |
| 28   | Jim Campbell     | États-Unis       | Canadiens de Montréal  | Northwood Prep (N.Y.)               |
| 29   | Jassen Cullimore | Canada           | Canucks de Vancouver   | Petes de Peterborough (OHL)         |
| 30   | Sandis Ozoliņš   | Union soviétique | Sharks de San José     | Dinamo Riga (Lettonie)              |
| 31   | Martin Hamrlík   | Tchécoslovaquie  | Whalers de Hartford    | Zlin ZPS HC (Extraliga)             |
| 32   | Jamie Pushor     | Canada           | Red Wings de Détroit   | Hurricanes de Lethbridge (WHL)      |
| 33   | Donovan Hextall  | Canada           | Devils du New Jersey   | Raiders de Prince Albert (WHL)      |
| 34   | Andrew Verner    | Canada           | Oilers d'Edmonton      | Petes de Peterborough (OHL)         |
| 35   | Jason Dawe       | Canada           | Sabres de Buffalo      | Petes de Peterborough (OHL)         |
| 36   | Jeff Nelson      | Canada           | Capitals de Washington | Raiders de Prince Albert (WHL)      |
| 37   | Darcy Werenka    | Canada           | Rangers de New York    | Hurricanes de Lethbridge (WHL)      |
| 38   | Rusty Fitzgerald | États-Unis       | Penguins de Pittsburgh | Duluth East H.S. (Minn.)            |
| 39   | Mike Pomichter   | États-Unis       | Blackhawks de Chicago  | Olympics de Springfield (NEJHL)     |
| 40   | Jozef Stümpel    | Tchécoslovaquie  | Bruins de Boston       | HK Ardo Nitra (Extraliga Slo.)      |
| 41   | François Groleau | Canada           | Flames de Calgary      | Cataractes de Shawinigan (LHJMQ)    |
| 42   | Guy Leveque      | Canada           | Kings de Los Angeles   | Royals de Cornwall (OHL)            |
| 43   | Craig Darby      | États-Unis       | Canadiens de Montréal  | Académie d'Albany (N.Y.)            |
| 44   | Jamie Matthews   | Canada           | Blackhawks de Chicago  | Wolves de Sudbury (OHL)             |

### 3etour
| Rang | Joueur            | Nationalité      | Équipe LNH             | Repêché de                          |
| ---- | ----------------- | ---------------- | ---------------------- | ----------------------------------- |
| 45   | Dody Wood         | Canada           | Sharks de San José     | Thunderbirds de Seattle (WHL)       |
| 46   | Rich Brennan      | États-Unis       | Nordiques de Québec    | Académie Tabor (Mass.)              |
| 47   | Yanic Perreault   | Canada           | Maple Leafs de Toronto | Draveurs de Trois-Rivières (LHJMQ)  |
| 48   | Jamie McLennan    | Canada           | Islanders de New York  | Hurricanes de Lethbridge (WHL)      |
| 49   | Dmitri Filimonov  | Union soviétique | Jets de Winnipeg       | HK Dinamo Moscou (Superliga)        |
| 50   | Yanick Dupré      | Canada           | Flyers de Philadelphie | Voltigeurs de Drummondville (LHJMQ) |
| 51   | Sean Pronger      | Canada           | Canucks de Vancouver   | Falcons de Bowling Green (NCAA)     |
| 52   | Sandy McCarthy    | Canada           | Flames de Calgary      | Titan de Laval (LHJMQ)              |
| 53   | Todd Hall         | États-Unis       | Whalers de Hartford    | Hamden H.S. (Conn.)                 |
| 54   | Chris Osgood      | Canada           | Red Wings de Détroit   | Tigers de Medicine Hat (WHL)        |
| 55   | Fredrik Bremberg  | Suède            | Devils du New Jersey   | Djurgardens IF Stockholm (SEL)      |
| 56   | George Breen      | États-Unis       | Oilers d'Edmonton      | Académie Cushing (Mass.)            |
| 57   | Jason Young       | Canada           | Sabres de Buffalo      | Wolves de Sudbury (OHL)             |
| 58   | Steve Konowalchuk | États-Unis       | Capitals de Washington | Winter Hawks de Portland (WHL)      |
| 59   | Michael Nylander  | Suède            | Whalers de Hartford    | Huddinge IK (Elitserien)            |
| 60   | Shane Peacock     | Canada           | Penguins de Pittsburgh | Hurricanes de Lethbridge (WHL)      |
| 61   | Yves Sarault      | Canada           | Canadiens de Montréal  | Lynx de St.-Jean(LHJMQ)             |
| 62   | Marcel Cousineau  | Canada           | Bruins de Boston       | Harfangs de Beauport (LHJMQ)        |
| 63   | Brian Caruso      | Canada           | Flames de Calgary      | Bulldogs de Minnesota-Duluth (NCAA) |
| 64   | Kyle Reeves       | Canada           | Blues de Saint-Louis   | Americans de Tri-City (WHL)         |
| 65   | Nathan LaFayette  | Canada           | Blues de Saint-Louis   | Royals de Cornwall (OHL)            |
| 66   | Bobby House       | Canada           | Blackhawks de Chicago  | Wheat Kings de Brandon (WHL)        |

### 4etour
| Rang | Joueur           | Nationalité      | Équipe LNH               | Repêché de                            |
| ---- | ---------------- | ---------------- | ------------------------ | ------------------------------------- |
| 67   | Kerry Toporowski | Canada           | Sharks de San José       | Chiefs de Spokane (WHL)               |
| 68   | Dave Karpa       | Canada           | Nordiques de Québec      | Bulldogs de Ferris State (NCAA)       |
| 69   | Terry Chitaroni  | Canada           | Maple Leafs de Toronto   | Wolves de Sudbury (OHL)               |
| 70   | Milan Hnilička   | Tchécoslovaquie  | Islanders de New York    | HC Poldi Kladno (Extraliga)           |
| 71   | Igor Kravtchouk  | Union soviétique | Blackhawks de Chicago    | HK CSKA Moscou (Superliga)            |
| 72   | Peter Ambroziak  | Canada           | Sabres de Buffalo        | 67 d'Ottawa (OHL)                     |
| 73   | Vladimír Vůjtek  | Tchécoslovaquie  | Canadiens de Montréal    | Americans de Tri-City (WHL)           |
| 74   | Mike Torchia     | Canada           | North Stars du Minnesota | Rangers de Kitchener (OHL)            |
| 75   | Jim Storm        | États-Unis       | Whalers de Hartford      | Huskies de Michigan Tech (NCAA)       |
| 76   | Mike Knuble      | Canada           | Red Wings de Détroit     | Kalamazoo (NAHL)                      |
| 77   | Brad Willner     | États-Unis       | Devils du New Jersey     | Richfield H.S. (Minn.)                |
| 78   | Mario Nobili     | Canada           | Oilers d'Edmonton        | Collège-Français de Longueuil (LHJMQ) |
| 79   | Keith Redmond    | Canada           | Kings de Los Angeles     | Falcons de Bowling Green (NCAA)       |
| 80   | Justin Morrison  | Canada           | Capitals de Washington   | Frontenacs de Kingston (OHL)          |
| 81   | Alekseï Jitnik   | Union soviétique | Kings de Los Angeles     | HK Sokol Kiev (Superliga)             |
| 82   | Joe Tamminen     | États-Unis       | Penguins de Pittsburgh   | Virginia H.S. (Minn.)                 |
| 83   | Sylvain LaPointe | Canada           | Canadiens de Montréal    | Golden Knights de Clarkson (NCAA)     |
| 84   | Brad Tiley       | Canada           | Bruins de Boston         | Greyhounds de Sault Ste. Marie (OHL)  |
| 85   | Steve Magnusson  | États-Unis       | Flames de Calgary        | Anoka H.S. (Minn.)                    |
| 86   | Aris Brimanis    | États-Unis       | Flyers de Philadelphie   | Falcons de Bowling Green (NCAA)       |
| 87   | Grayden Reid     | Canada           | Blues de Saint-Louis     | Platers d'Owen Sound (OHL)            |
| 88   | Zac Boyer        | Canada           | Blackhawks de Chicago    | Blazers de Kamloops (WHL)             |

### 5etour
| Rang | Joueur             | Nationalité      | Équipe LNH               | Repêché de                                   |
| ---- | ------------------ | ---------------- | ------------------------ | -------------------------------------------- |
| 89   | Dan Ryder          | Canada           | Sharks de San José       | Wolves de Sudbury (OHL)                      |
| 90   | Patrick Labrecque  | Canada           | Nordiques de Québec      | Lynx de St.-Jean (LHJMQ)                     |
| 91   | Juha Ylönen        | Finlande         | Jets de Winnipeg         | Kiekko-Espoo (SM-liiga)                      |
| 92   | Steve Junker       | Canada           | Islanders de New York    | Chiefs de Spokane (WHL)                      |
| 93   | Ryan Haggerty      | États-Unis       | Oilers d'Edmonton        | Westminster H.S. (Conn.)                     |
| 94   | Yanick Degrace     | Canada           | Flyers de Philadelphie   | Draveurs de Trois-Rivières (LHJMQ)           |
| 95   | Dan Kesa           | Canada           | Canucks de Vancouver     | Raiders de Prince Albert (WHL)               |
| 96   | Corey Machanic     | États-Unis       | Rangers de New York      | Catamounts du Vermont (NCAA)                 |
| 97   | Mike Kennedy       | Canada           | North Stars du Minnesota | Université de la Colombie-Britannique (CIAU) |
| 98   | Dmitri Motkov      | Union soviétique | Red Wings de Détroit     | HK CSKA Moscou (Superliga)                   |
| 99   | Ian Kaminski       | Union soviétique | Jets de Winnipeg         | HK Dinamo Moscou (Superliga)                 |
| 100  | Brad Layzell       | Canada           | Canadiens de Montréal    | Engineers de Rensselaer (NCAA)               |
| 101  | Steve Shields      | Canada           | Sabres de Buffalo        | Wolverines du Michigan (NCAA)                |
| 102  | Alexeï Koudachov   | Union soviétique | Maple Leafs de Toronto   | Krylia Sovetov (Superliga)                   |
| 103  | Bill Lindsay       | Canada           | Nordiques de Québec      | Americans de Tri-City (WHL)                  |
| 104  | Rob Melanson       | Canada           | Penguins de Pittsburgh   | Olympiques de Hull (LHJMQ)                   |
| 105  | Tony Prpic         | États-Unis       | Canadiens de Montréal    | Académie militaire Culver (Ind.)             |
| 106  | Mariusz Czerkawski | Pologne          | Bruins de Boston         | GKS Tychy (Poland)                           |
| 107  | Jerome Butler      | États-Unis       | Flames de Calgary        | Roseau H.S. (Minn.)                          |
| 108  | Pauli Jaks         | Suisse           | Kings de Los Angeles     | HC Ambrì-Piotta (LNA)                        |
| 109  | Jeff Callinan      | États-Unis       | Blues de Saint-Louis     | Minnetonka H.S. (Minn.)                      |
| 110  | Maco Balkovec      | Canada           | Blackhawks de Chicago    | Merritt (BCJHL)                              |

### 6etour
| Rang | Joueur               | Nationalité      | Équipe LNH               | Repêché de                             |
| ---- | -------------------- | ---------------- | ------------------------ | -------------------------------------- |
| 111  | Fredrik Nilsson      | Suède            | Sharks de San José       | Vasteras IK (SEL)                      |
| 112  | Kevin St. Jacques    | Canada           | Blackhawks de Chicago    | Hurricanes de Lethbridge (WHL)         |
| 113  | Jeff Perry           | Canada           | Maple Leafs de Toronto   | Platers d'Owen Sound (OHL)             |
| 114  | Robert Valicevic     | États-Unis       | Islanders de New York    | Red Wings Jr. de Détroit (NAHL)        |
| 115  | Jeff Sebastian       | Canada           | Jets de Winnipeg         | Thunderbirds de Seattle (WHL)          |
| 116  | Clayton Norris       | Canada           | Flyers de Philadelphie   | Tigers de Medicine Hat (WHL)           |
| 117  | Ievgueni Namestnikov | Union soviétique | Canucks de Vancouver     | Torpedo Nijni Novgorod (USSR)          |
| 118  | Mark Lawrence        | Canada           | North Stars du Minnesota | Compuware Ambassadors de Détroit (OHL) |
| 119  | Mike Harding         | Canada           | Whalers de Hartford      | Wildcas de Northern Michigan (NCAA)    |
| 120  | Aleksandr Kouzminski | Union soviétique | Maple Leafs de Toronto   | HK Sokol Kiev (Superliga)              |
| 121  | Curtis Regnier       | Canada           | Devils du New Jersey     | Raiders de Prince Albert (WHL)         |
| 122  | Dmitri Iouchkevitch  | Union soviétique | Flyers de Philadelphie   | Torpedo Iaroslavl (Superliga)          |
| 123  | Sean O'Donnell       | Canada           | Sabres de Buffalo        | Wolves de Sudbury (OHL)                |
| 124  | Brian Holzinger      | États-Unis       | Sabres de Buffalo        | Red Wings Jr. de Détroit (NAHL)        |
| 125  | Fredrik Jax          | Suède            | Rangers de New York      | Leksands IF (SEL)                      |
| 126  | Brian Clifford       | États-Unis       | Penguins de Pittsburgh   | Nichols H.S. (N.Y.)                    |
| 127  | Oleg Petrov          | Union soviétique | Canadiens de Montréal    | HK CSKA Moscou (Superliga)             |
| 128  | Barry Young          | Canada           | Rangers de New York      | Wolves de Sudbury (OHL)                |
| 129  | Bobby Marshall       | Canada           | Flames de Calgary        | Redhawks de Miami (NCAA)               |
| 130  | Brett Seguin         | Canada           | Kings de Los Angeles     | 67 d'Ottawa (OHL)                      |
| 131  | Bruce Gardiner       | Canada           | Blues de Saint-Louis     | Raiders de Colgate (NCAA)              |
| 132  | Jacques Auger        | Canada           | Blackhawks de Chicago    | Badgers du Wisconsin (NCAA)            |

### 7etour
| Rang | Joueur            | Nationalité      | Équipe LNH               | Repêché de                          |
| ---- | ----------------- | ---------------- | ------------------------ | ----------------------------------- |
| 133  | Jaroslav Otevřel  | Tchécoslovaquie  | Sharks de San José       | TJ Zlín (Extraliga)                 |
| 134  | Mikael Johansson  | Suède            | Nordiques de Québec      | Djurgårdens IF (Elitserien)         |
| 135  | Martin Procházka  | Tchécoslovaquie  | Maple Leafs de Toronto   | Poldi SONP Kladno (Extraliga)       |
| 136  | Andreas Johansson | Suède            | Islanders de New York    | Falun (Elitserien)                  |
| 137  | Geoff Finch       | Canada           | North Stars du Minnesota | Bears de Brown (NCAA)               |
| 138  | Andreï Lomakine   | Union soviétique | Flyers de Philadelphie   | HK Dinamo Moscou (Superliga)        |
| 139  | Brent Thurston    | Canada           | Canucks de Vancouver     | Chiefs de Spokane (WHL)             |
| 140  | Matt Hoffman      | États-Unis       | Flames de Calgary        | Generals d'Oshawa (OHL)             |
| 141  | Brian Mueller     | États-Unis       | Whalers de Hartford      | École South Kent (Conn.)            |
| 142  | Igor Malykhin     | Union soviétique | Red Wings de Détroit     | CSKA Moscou (Superliga)             |
| 143  | Dave Craievich    | Canada           | Devils du New Jersey     | Generals d'Oshawa (OHL)             |
| 144  | David Oliver      | Canada           | Oilers d'Edmonton        | Wolverines du Michigan (NCAA)       |
| 145  | Chris Snell       | Canada           | Sabres de Buffalo        | 67 d'Ottawa (OHL)                   |
| 146  | Dave Morissette   | Canada           | Capitals de Washington   | Cataractes de Shawinigan (LHJMQ)    |
| 147  | John Rushin       | États-Unis       | Rangers de New York      | Edina Kennedy H.S. (Minn.)          |
| 148  | Ed Patterson      | Canada           | Penguins de Pittsburgh   | Blazers de Kamloops (WHL)           |
| 149  | Brady Kramer      | États-Unis       | Canadiens de Montréal    | Haverford H.S. (Penn.)              |
| 150  | Gary Golczewski   | États-Unis       | Bruins de Boston         | Trinity-Pawling H.S. (N.Y.)         |
| 151  | Kelly Harper      | Canada           | Flames de Calgary        | Spartans de Michigan State (NCAA)   |
| 152  | Kelly Fairchild   | États-Unis       | Kings de Los Angeles     | Grand Rapids H.S. (Minn.)           |
| 153  | Terry Hollinger   | Canada           | Blues de Saint-Louis     | Hurricanes de Lethbridge (WHL)      |
| 154  | Scott Kirton      | Canada           | Blackhawks de Chicago    | Paper Kings de Powell River (BCJHL) |

### 8etour
| Rang | Joueur             | Nationalité      | Équipe LNH               | Repêché de                            |
| ---- | ------------------ | ---------------- | ------------------------ | ------------------------------------- |
| 155  | Dean Grillo        | États-Unis       | Sharks de San José       | Warroad H.S. (Minn.)                  |
| 156  | Janne Laukkanen    | Finlande         | Nordiques de Québec      | Reipas Lahti (SM-liiga)               |
| 157  | Aaron Asp          | Canada           | Nordiques de Québec      | Bulldogs de Ferris State (NCAA)       |
| 158  | Todd Sparks        | Canada           | Islanders de New York    | Olympiques de Hull (LHJMQ)            |
| 159  | Jeff Ricciardi     | Canada           | Jets de Winnipeg         | 67 d'Ottawa (OHL)                     |
| 160  | Dmitri Mironov     | Union soviétique | Maple Leafs de Toronto   | Krylia Sovetov (Superliga)            |
| 161  | Eric Johnson       | États-Unis       | Canucks de Vancouver     | Plymouth Armstrong H.S. (Minn.)       |
| 162  | Jiri Kuntos        | Tchécoslovaquie  | Sabres de Buffalo        | Dukla Jihlava (Extraliga)             |
| 163  | Steven Yule        | Canada           | Whalers de Hartford      | Blazers de Kamloops (WHL)             |
| 164  | Robb McIntyre      | États-Unis       | Maple Leafs de Toronto   | Dubuque (USHL)                        |
| 165  | Paul Wolanski      | Canada           | Devils du New Jersey     | Otters d'Érié (OHL)                   |
| 166  | Gary Kitching      | Canada           | Oilers d'Edmonton        | Flyers de Thunder Bay (USHL)          |
| 167  | Tomas Kucharcik    | Tchécoslovaquie  | Maple Leafs de Toronto   | Dukla Jihlava (Extraliga)             |
| 168  | Rick Corriveau     | Canada           | Capitals de Washington   | Knights de London (OHL)               |
| 169  | Corey Hirsch       | Canada           | Rangers de New York      | Blazers de Kamloops (WHL)             |
| 170  | Peter McLaughlin   | États-Unis       | Penguins de Pittsburgh   | Belmont Hill H.S. (Mass.)             |
| 171  | Brian Savage       | Canada           | Canadiens de Montréal    | Redhawks de Miami (NCAA)              |
| 172  | Jay Moser          | États-Unis       | Bruins de Boston         | Park H.S. (Minn.)                     |
| 173  | David Saint-Pierre | Canada           | Flames de Calgary        | College-Français de Longueuil (LHJMQ) |
| 174  | Michael Burkett    | Canada           | North Stars du Minnesota | Spartans de Michigan State (NCAA)     |
| 175  | Christopher Kenady | États-Unis       | Blues de Saint-Louis     | St. Paul (USHL)                       |
| 176  | Roch Belley        | Canada           | Blackhawks de Chicago    | Otters d'Érié (OHL)                   |

### 9etour
| Rang | Joueur              | Nationalité      | Équipe LNH               | Repêché de                           |
| ---- | ------------------- | ---------------- | ------------------------ | ------------------------------------ |
| 177  | Corwin Saurdiff     | États-Unis       | Sharks de San José       | Black Hawks de Waterloo (USHL)       |
| 178  | Adam Bartell        | États-Unis       | Nordiques de Québec      | Niagara (USHL)                       |
| 179  | Guy Lehoux          | Canada           | Maple Leafs de Toronto   | Voltigeurs de Drummondville (LHJMQ)  |
| 180  | John Johnson        | Canada           | Islanders de New York    | Otters d'Érié (OHL)                  |
| 181  | Sean Gauthier       | Canada           | Jets de Winnipeg         | Frontenacs de Kingston (OHL)         |
| 182  | Jim Bode            | États-Unis       | Flyers de Philadelphie   | Plymouth Armstrong H.S. (Minn.)      |
| 183  | David Neilson       | États-Unis       | Canucks de Vancouver     | Raiders de Prince Albert (WHL)       |
| 184  | Derek Herlofsky     | États-Unis       | North Stars du Minnesota | St. Paul (USHL)                      |
| 185  | Chris Belanger      | Canada           | Whalers de Hartford      | Broncos de Western Michigan (NCAA)   |
| 186  | Jim Bermingham      | Canada           | Red Wings de Détroit     | Titan de Laval (LHJMQ)               |
| 187  | Dan Reimann         | États-Unis       | Devils du New Jersey     | Anoka H.S. (Minn.)                   |
| 188  | Brent Brekke        | États-Unis       | Nordiques de Québec      | Broncos de Western Michigan (NCAA)   |
| 189  | Tony Iob            | Canada           | Sabres de Buffalo        | Greyhounds de Sault Ste. Marie (OHL) |
| 190  | Trevor Duhaime      | Canada           | Capitals de Washington   | Lynx de Saint-Jean (LHJMQ)           |
| 191  | Viatcheslav Ouvaïev | Union soviétique | Rangers de New York      | HK Spartak Moscou (Superliga)        |
| 192  | Jeff Lembke         | États-Unis       | Penguins de Pittsburgh   | Lancers d'Omaha (USHL)               |
| 193  | Scott Fraser        | Canada           | Canadiens de Montréal    | Big Green de Dartmouth (NCAA)        |
| 194  | Dan Hodge           | États-Unis       | Bruins de Boston         | Warriors de Merrimack (NCAA)         |
| 195  | David Struch        | Canada           | Flames de Calgary        | Blades de Saskatoon (WHL)            |
| 196  | Craig Brown         | Canada           | Kings de Los Angeles     | Broncos de Western Michigan (NCAA)   |
| 197  | Jed Fiebelkorn      | États-Unis       | Blues de Saint-Louis     | Osseo H.S. (Minn.)                   |
| 198  | Scott MacDonald     | États-Unis       | Blackhawks de Chicago    | Académie Choate (Conn.)              |

### 10etour
| Rang | Joueur                | Nationalité      | Équipe LNH               | Repêché de                        |
| ---- | --------------------- | ---------------- | ------------------------ | --------------------------------- |
| 199  | Dale Craigwell        | Canada           | Sharks de San José       | Generals d'Oshawa (OHL)           |
| 200  | Paul Koch             | États-Unis       | Nordiques de Québec      | Lancers d'Omaha (USHL)            |
| 201  | Gary Miller           | États-Unis       | Maple Leafs de Toronto   | Centennials de North Bay (OHL)    |
| 202  | Rob Canavan           | États-Unis       | Islanders de New York    | Hingham H.S. (Mass.)              |
| 203  | Igor Oulanov          | Union soviétique | Jets de Winnipeg         | Khimik Voskressensk (URSS)        |
| 204  | Josh Bartell          | États-Unis       | Flyers de Philadelphie   | Académie Rome Free (N.Y.)         |
| 205  | Brad Barton           | Canada           | Canucks de Vancouver     | Rangers de Kitchener (OHL)        |
| 206  | Tom Nemeth            | Canada           | North Stars du Minnesota | Royals de Cornwall (OHL)          |
| 207  | Jason Currie          | Canada           | Whalers de Hartford      | Golden Knights de Clarkson (NCAA) |
| 208  | Jason Firth           | Canada           | Red Wings de Détroit     | Rangers de Kitchener (OHL)        |
| 209  | Rob Leask             | Canada           | Capitals de Washington   | Dukes de Hamilton (OHL)           |
| 210  | Vegar Barlie          | Norvège          | Oilers d'Edmonton        | Vålerenga Oslo (Norvège)          |
| 211  | Spencer Meany         | Canada           | Sabres de Buffalo        | Saints de St. Lawrence (NCAA)     |
| 212  | Carl LeBlanc          | Canada           | Capitals de Washington   | Bisons de Granby (LHJMQ)          |
| 213  | Jamie Ram             | Canada           | Rangers de New York      | Huskies de Michigan Tech (NCAA)   |
| 214  | Chris Tok             | États-Unis       | Penguins de Pittsburgh   | Greenway HS (Minn.)               |
| 215  | Greg MacEachern       | Canada           | Canadiens de Montréal    | Titan de Laval (LHJMQ)            |
| 216  | Steve Norton          | États-Unis       | Bruins de Boston         | Spartans de Michigan State (NCAA) |
| 217  | Sergueï Zolotov       | Union soviétique | Flames de Calgary        | Krylia Sovetov (Superliga)        |
| 218  | Mattias Olsson        | Suède            | Kings de Los Angeles     | Färjestads BK Karlstad (SEL)      |
| 219  | Chris MacKenzie       | Canada           | Blues de Saint-Louis     | Raiders de Colgate (NCAA)         |
| 220  | Aliaksandr Andryewski | Union soviétique | Blackhawks de Chicago    | HK Dinamo Moscou (Superliga)      |

### 11etour
| Rang | Joueur                | Nationalité      | Équipe LNH               | Repêché de                            |
| ---- | --------------------- | ---------------- | ------------------------ | ------------------------------------- |
| 221  | Aaron Kriss           | États-Unis       | Sharks de San José       | Cranbrook H.S. (Mich.)                |
| 222  | Doug Friedman         | États-Unis       | Nordiques de Québec      | Terriers de Boston (NCAA)             |
| 223  | Jonathan Kelley       | États-Unis       | Maple Leafs de Toronto   | Arlington H.S. (Mass.)                |
| 224  | Markus Thuresson      | Suède            | Islanders de New York    | Leksands IF (SEL)                     |
| 225  | Jason Jennings        | Canada           | Jets de Winnipeg         | Broncos de Western Michigan (NCAA)    |
| 226  | Neil Little           | Canada           | Flyers de Philadelphie   | Engineers de Rensselaer (NCAA)        |
| 227  | Jason Fitzsimmons     | Canada           | Canucks de Vancouver     | Warriors de Moose Jaw (WHL)           |
| 228  | Shayne Green          | Canada           | North Stars du Minnesota | Blazers de Kamloops (WHL)             |
| 229  | Mike Santonelli       | États-Unis       | Whalers de Hartford      | Matignon H.S. (Mass.)                 |
| 230  | Bart Turner           | Canada           | Red Wings de Détroit     | Spartans de Michigan State (NCAA)     |
| 231  | Kevin Riehl           | Canada           | Devils du New Jersey     | Tigers de Medicine Hat (WHL)          |
| 232  | Ievgueni Belocheïkine | Union soviétique | Oilers d'Edmonton        | HK CSKA Moscou (Superliga)            |
| 233  | Mikhaïl Volkov        | Union soviétique | Sabres de Buffalo        | Krylia Sovetov (Superliga)            |
| 234  | Rob Puchniak          | Canada           | Capitals de Washington   | Hurricanes de Lethbridge (WHL)        |
| 235  | Vitali Chinakhov      | Union soviétique | Rangers de New York      | Torpedo Iaroslavl (Superliga)         |
| 236  | Paul Dyck             | Canada           | Penguins de Pittsburgh   | Warriors de Moose Jaw (WHL)           |
| 237  | P.J. Lepler           | États-Unis       | Canadiens de Montréal    | Rochester (USHL)                      |
| 238  | Steve Lombardi        | États-Unis       | Bruins de Boston         | Académie Deerfield (Mass.)            |
| 239  | Marko Jantunen        | Finlande         | Flames de Calgary        | Reipas Lahti (SM-liiga)               |
| 240  | Andre Boulianne       | Canada           | Kings de Los Angeles     | Collège-Français de Longueuil (LHJMQ) |
| 241  | Kevin Rappana         | États-Unis       | Blues de Saint-Louis     | Duluth East H.S. (Minn.)              |
| 242  | Mike Larkin           | États-Unis       | Blackhawks de Chicago    | Rice Memorial H.S. (Mass.)            |

### 12etour
| Rang | Joueur            | Nationalité      | Équipe LNH               | Repêché de                            |
| ---- | ----------------- | ---------------- | ------------------------ | ------------------------------------- |
| 243  | Mikhaïl Kravets   | Union soviétique | Sharks de San José       | SKA Leningrad (URSS)                  |
| 244  | Éric Meloche      | Canada           | Nordiques de Québec      | Voltigeurs de Drummondville (LHJMQ)   |
| 245  | Chris O'Rourke    | Canada           | Maple Leafs de Toronto   | Aces d'Alaska-Fairbanks (NCAA)        |
| 246  | Marty Schriner    | États-Unis       | Islanders de New York    | Fighting Sioux de North Dakota (NCAA) |
| 247  | Sergueï Sorokine  | Union soviétique | Jets de Winnipeg         | HK Dinamo Moscou (Superliga)          |
| 248  | John Parco        | Canada           | Flyers de Philadelphie   | Bulls de Belleville (OHL)             |
| 249  | Xavier Majic      | Canada           | Canucks de Vancouver     | Engineers de Rensselaer (NCAA)        |
| 250  | Jukka Suomalainen | Finlande         | North Stars du Minnesota | Gr IFK (Finlande)                     |
| 251  | Rob Peters        | États-Unis       | Whalers de Hartford      | Buckeyes d'Ohio State (NCAA)          |
| 252  | Andrew Miller     | Canada           | Red Wings de Détroit     | Wexford (MTJHL)                       |
| 253  | Jason Hehr        | Canada           | Devils du New Jersey     | Kelowna (BCJHL)                       |
| 254  | Juha Riihijärvi   | Finlande         | Oilers d'Edmonton        | Karpat Oulu (Finlande)                |
| 255  | Michael Smith     | Canada           | Sabres de Buffalo        | Lakers de Lake Superior State (NCAA)  |
| 256  | Bill Kovacs       | Canada           | Capitals de Washington   | Wolves de Sudbury (OHL)               |
| 257  | Brian Wiseman     | Canada           | Rangers de New York      | Wolverines du Michigan (NCAA)         |
| 258  | Pasi Huura        | Finlande         | Penguins de Pittsburgh   | Ilves Tampere (SM-liiga)              |
| 259  | Dale Hooper       | États-Unis       | Canadiens de Montréal    | Olympics de Springfield (NEJHL)       |
| 260  | Torsten Kienass   | Allemagne        | Bruins de Boston         | Dynamo Berlin (DEL)                   |
| 261  | Andreï Trefilov   | Union soviétique | Flames de Calgary        | HK Dinamo Moscou (Superliga)          |
| 262  | Michael Gaul      | Canada           | Kings de Los Angeles     | Saints de St. Lawrence (NCAA)         |
| 263  | Mike Veisor       | États-Unis       | Blues de Saint-Louis     | Olympics de Springfield (NEJHL)       |
| 264  | Scott Dean        | États-Unis       | Blackhawks de Chicago    | Lake Forest H.S. (Ill.)               |

## Repêchage supplémentaire
| Rang | Joueur            | Nationalité | Équipe LNH               | Repêché de                            |
| ---- | ----------------- | ----------- | ------------------------ | ------------------------------------- |
| 1    | Jeff McLean       | Canada      | Sharks de San José       | Fighting Sioux de North Dakota (NCAA) |
| 2    | Dave Trombley     | Canada      | Nordiques de Québec      | Golden Knights de Clarkson (NCAA)     |
| 3    | Patrick McGarry   | Canada      | Maple Leafs de Toronto   | Université Dalhousie (CIAU)           |
| 4    | Jim Bonner        | États-Unis  | Islanders de New York    | Huskies de Michigan Tech (NCAA)       |
| 5    | Brad Mullahy      | États-Unis  | Jets de Winnipeg         | Friars de Providence (NCAA)           |
| 6    | Angelo Libertucci | Canada      | Flyers de Philadelphie   | Falcons de Bowling Green (NCAA)       |
| 7    | Mark Beaufait     | États-Unis  | Sharks de San José       | Wildcats de Northern Michigan (NCAA)  |
| 8    | Chris Hynnes      | Canada      | Nordiques de Québec      | Tigers de Colorado College (NCAA)     |
| 9    | Joe McCarthy      | États-Unis  | Maple Leafs de Toronto   | Catamounts du Vermont (NCAA)          |
| 10   | Jack Duffy        | États-Unis  | Islanders de New York    | Bulldogs de Yale (NCAA)               |
| 11   | Jeff Jestadt      | États-Unis  | Jets de Winnipeg         | Bulldogs de Ferris State (NCAA)       |
| 12   | Brendan Locke     | États-Unis  | Flyers de Philadelphie   | Warriors de Merrimack (NCAA)          |
| 13   | Scott Meehan      | États-Unis  | Canucks de Vancouver     | River Hawks d'UMass-Lowell (NCAA)     |
| 14   | Dan O'Shea        | États-Unis  | North Stars du Minnesota | Huskies de St. Cloud State (NCAA)     |
| 15   | Shaun Gravistin   | Canada      | Whalers de Hartford      | Aces d'Alaska-Anchorage (NCAA)        |
| 16   | Kelly Sorensen    | Canada      | Red Wings de Détroit     | Bulldogs de Ferris State (NCAA)       |
| 17   | Rob Kruhlak       | Canada      | Devils du New Jersey     | Wildcats de Northern Michigan (NCAA)  |
| 18   | Tom Holdeman      | États-Unis  | Oilers d'Edmonton        | Redhawks de Miami (NCAA)              |
| 19   | Jamie Steer       | Canada      | Sabres de Buffalo        | Huskies de Michigan Tech (NCAA)       |
| 20   | Mike Brewer       | Canada      | Capitals de Washington   | Bears de Brown (NCAA)                 |
| 21   | Steven King       | États-Unis  | Rangers de New York      | Bears de Brown (NCAA)                 |
| 22   | Greg Carvel       | États-Unis  | Penguins de Pittsburgh   | Saints de St. Lawrence (NCAA)         |
| 23   | Jeff Torrey       | États-Unis  | Canadiens de Montréal    | Golden Knights de Clarkson (NCAA)     |
| 24   | Peter Allen       | Canada      | Bruins de Boston         | Université Yale (ECAC)                |
| 25   | Dean Larson       | Canada      | Flames de Calgary        | Aces d'Alaska-Anchorage (NCAA)        |
| 26   | Brendan Creagh    | États-Unis  | Kings de Los Angeles     | Catamounts du Vermont (NCAA)          |
| 27   | Chris McKee       | Canada      | Blues de Saint-Louis     | Babson College (NCAA)                 |
| 28   | Dan Gravelle      | Canada      | Blackhawks de Chicago    | Warrors de Merrimack (NCAA)           |